# Соуласен Пхоммасен
Соуласен Пхоммасен (1 січня 1992) — лаоський плавець. Учасник Чемпіонату світу з плавання на короткій воді 2010 на дистанції 50 метрів вільним стилем. Учасник Чемпіонату світу з водних видів спорту 2013 на дистанціях 50 і 100 метрів вільним стилем.